# Se upp för Jönssonligan
Se upp för Jönssonligan är en svensk film med premiär 2020. Filmen är en ny reboot av Jönssonligan-serien. Regissör är Tomas Alfredson och han har skrivit manus tillsammans med Rikard Ulvshammar och filmens huvudrollsinnehavare Henrik Dorsin. Till skillnad från förra filmen, rebooten Jönssonligan – Den perfekta stöten har man tonat ned thrillerdelen och återgått till mer renodlad komedi. Filmen var från början tänkt att ha premiär i november 2019, filmen flyttades fram till 25 december 2020, 18 november 2020 meddelade SF Studios att man flyttade filmen till 2021 på grund av coronavirusutbrottet. 22 november 2020 meddelade filmens regissör att filmen kommer att släppas på video on demand-tjänster, och strax därefter bekräftades det att Se upp för Jönssonligan skulle ha premiär på streamingtjänsten C More, den 25 december 2020.

## Handling
Charles Ingvar Jönsson, mer känd som Sickan hamnar i fängelse efter att en kupp misslyckats. När Sickan kommer ut ur fängelset har hans medhjälpare skaffat vanliga jobb. Sickan får en uppgift av brottsförmedlaren Anita och behöver hjälp av sina vänner att utföra denna kupp.
Hötorgsskraporna har också stor betydelse i filmen, då det finns ett djupt kassavalv under en av dessa som de tar sig in i.

## Rollista
- Henrik Dorsin − Charles Ingvar "Sickan" Jönsson
- Hedda Stiernstedt − Doris
- David Sundin − Harry Krut (Dynamit-Harry)
- Anders Johansson − Ragnar Vanheden
- Reine Brynolfsson − Televinken
- Marie Göranzon − Margit Vanheden
- Lennart Hjulström − Gösta Vanheden
- Lena Olin − Anita
- Sven Ahlström − Jan Poppe
- MyAnna Buring − Regina Wall
- Henric Holmberg − Kurt Enberg
- Pekka Strang − Henrik Adlerstierna
- Janina Berman − pastor Eeva Mäkelä
- Hannu-Pekka Björkman − Finlands president
- Jussi Lampi − Reijo Kangasniemi
- Ville Virtanen − kantor Veikko Kusela
- Elin Klinga − ambassadören
- Lena Mossegård − Jill
- Anders Mossling − Dan
- Johan Wahlström − Hasse Eldemar
- Linda Källgren − museiintendent Elisabeth
- Heidi Sjöstrand − presidentens fru Oili
- Anna-Riina Virtanen − presidentens assistent
- Sinikka Saarela − Helmi
- Hans Ek − dirigent Lars Tall
- Rikard Ulvshammar − terapeuten
- Per Gottfredsson − säkerhetsvakt
- Birthe Wingren − Pirkko Kanevaara
- Sten Eriksson − David Niveniemi
- Riitta Havukainen − Veckans ros
- Sara Soulié − Hiltunen
- Sebastian Lindau − Tage
- Julius Saume − Hassan
- Stella Marcimain Klintberg − Kim
- Edvin Bryntesson − Slim
- Dilan Akrawi − Rita
- John & Christian Lago − Myran
- Robert Enckell − Af Gadolin
- Sanna Beusang − lastbilschaufför
- Daniel Olin − Yle reporter
- Carl-Erik Thörn − herr Poula
- Hans Kellerman − peruk-expedit
- Victor Schefé − Klaus Müller
- Anders Back − Stefan
- Andreas Gauffin − servitör
- Iman Mirbioki − servitör
- Elvira Stråle − servitris

## Mottagande
Filmen mottogs av positiva recensioner från filmkritiker från kvällstidningar, men var inte omtyckt av publik.

### Utmärkelser
Filmen nominerades i 6 kategorier på Guldbaggegalan 2021 och vann i kategorin bästa scenografi.